# Joods Museum (Nederland)
Het Joods Museum (tot november 2021: Joods Historisch Museum) in Amsterdam is een museum dat de Joodse cultuur, religie en geschiedenis belicht. Het museum is sinds 1987 gelegen aan het Jonas Daniël Meijerplein in het hart van de oude Joodse Buurt. De overdekte ruimte tussen vier in 18e-eeuwse staat teruggebrachte synagogen vormt de ingang aan de Nieuwe Amstelstraat 1. Het museum is onderdeel van het Joods Cultureel Kwartier. 

## Gebouw
Het museum is gevestigd in een complex dat bestaat uit vier voormalige Hoogduitse synagogen: de Grote Sjoel (1671), Obbene Sjoel (1685), Dritt Sjoel (1700) en de Neie Shul (1750/1752). Dat laatste gebouw werd mogelijk ontworpen door de toenmalige stadsarchitect Gerard Frederik Maybaum

## Collectie
De collectie omvat meer dan 11.000 kunstvoorwerpen, ceremoniële en historische objecten. Slechts vijf procent van de collectie is permanent te zien. Het andere deel van de collectie is in depot of wordt getoond tijdens wisselende tentoonstellingen. Sinds 1987 is de omvangrijke mediatheek met boeken, brochures, tijdschriften, joodse weekbladen en een aanzienlijke video-, foto- en muziekcollectie open voor publiek. Er hangt onder meer werk van Abraham Fresco.

## Geschiedenis
In 1926 nodigde het Amsterdams Historisch Museum, destijds gevestigd in de Waag, het Genootschap voor de Joodse Wetenschap in Nederland uit een tentoonstelling te organiseren in de torenkamer. Wegens succes volgden nog zes tentoonstellingen. Vervolgens werd op 23 mei 1930 de Stichting Joods Historisch Museum opgericht met als doelstelling:

Het verzamelen en tentoonstellen van datgene, hetwelk een beeld geeft van het joodsche leven in het algemeen en het Nederlandsche Joodsche leven in het bijzonder, alles in den meest ruimen zin des woords, het bespreken in bijeenkomsten van al wat daarop betrekking heeft en het te baat nemen van alle zoodanige middelen die Joodsche kunst en wetenschap kunnen bevorderen.
— Bron: Website Joods Historisch museum

Het Joods Historisch Museum kreeg nu permanent expositieruimte in de torenkamer van de Waag. Tijdens de Tweede Wereldoorlog werd het museum tot sluiten gedwongen en werd een groot deel van de collectie in beslag genomen. Na de oorlog keerde slechts een deel terug. Op 14 juli 1955 werd het museum door premier Willem Drees heropend. Na de oorlog is bij het verzamelen meer de nadruk gelegd op de geschiedenis en cultuur van de Nederlandse Joden. De collectie oorlogsdocumenten werd daar een belangrijk deel van.
In 1987 verhuisde het museum naar het huidige complex aan het Jonas Daniël Meijerplein. In november 2021 werd de naam gewijzigd naar 'Joods Museum', met als reden dat het museum ook het heden en de toekomst belicht.

## Prijzen
- In 2002 won het Joods Historisch Museum de tweejaarlijkse Museumprijs van het Prins Bernhard Cultuurfonds.
- In 2013 kreeg het de BankGiro Loterij Museumprijs, opvolger van de Museumprijs.

## Afbeeldingen

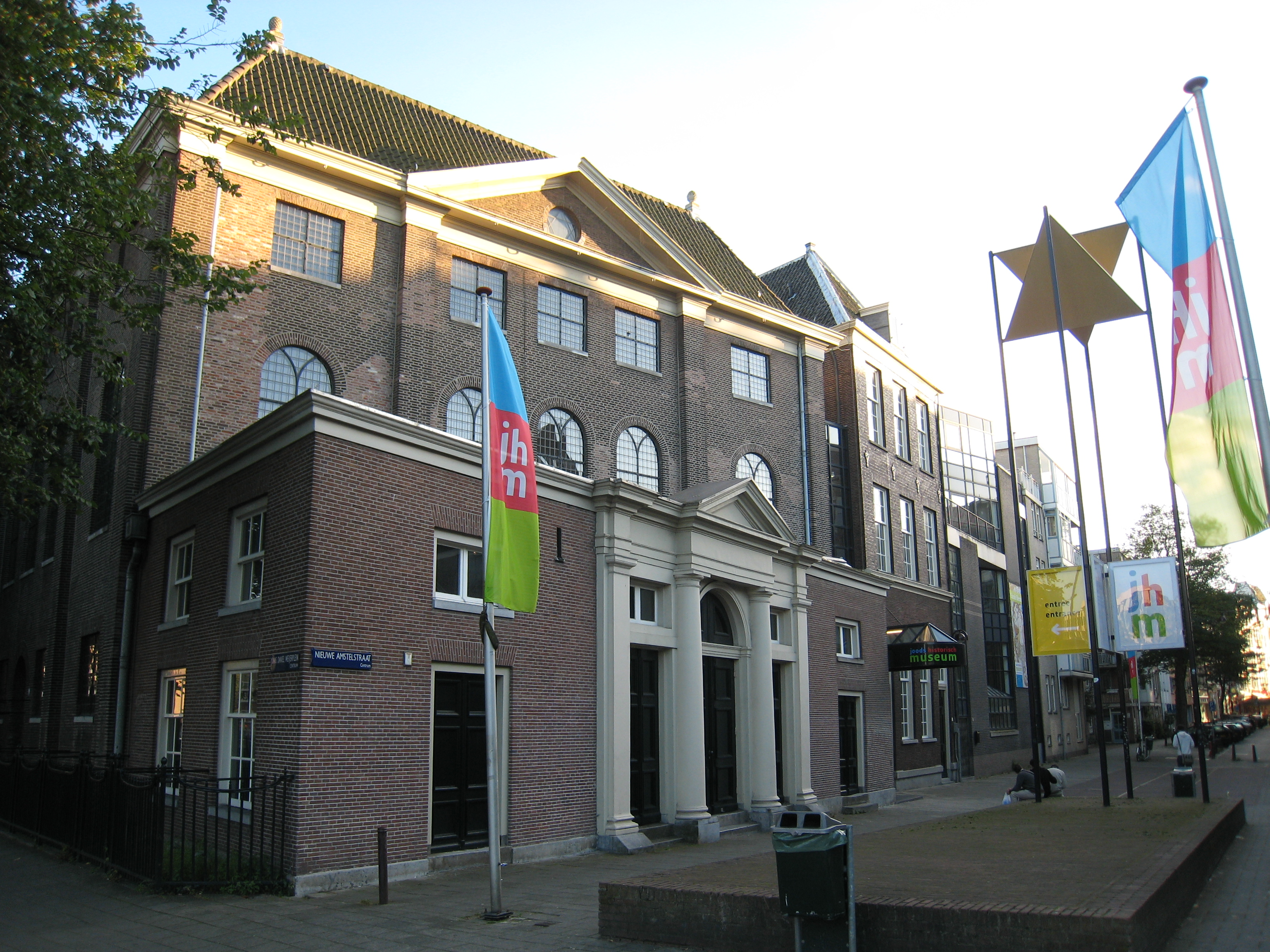
De ingang aan de Nieuwe Amstelstraat 1 (voor de naamswijziging)
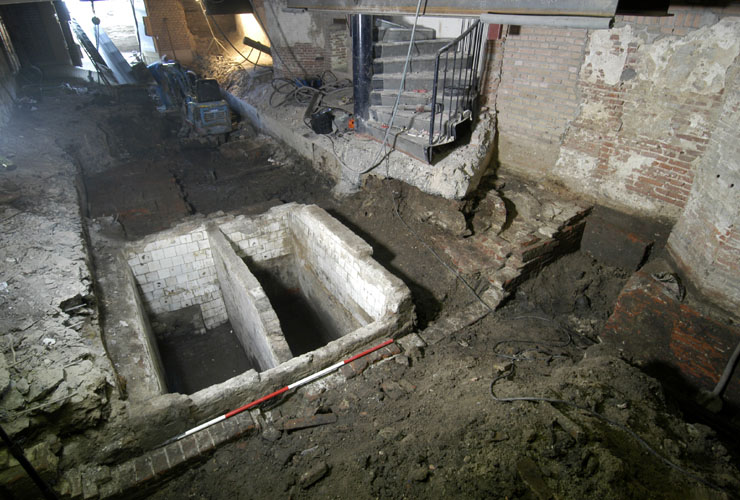
De mikwe tijdens een opgraving in 2006